# Vellozia virgata
Vellozia virgata är en enhjärtbladig växtart som beskrevs av Goethart och Johannes Jan Theodoor Henrard. Vellozia virgata ingår i släktet Vellozia och familjen Velloziaceae. Inga underarter finns listade.